# SV Roda Juliana Combinatie
El Roda JC és un club de futbol neerlandès de la ciutat de Kerkrade.

## Història

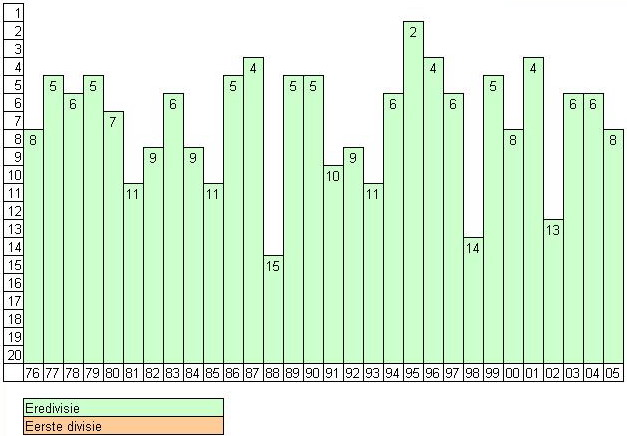
Gràfica Roda JC 1976-2005

Roda Juliana Combinatie fou el resultat de la fusió de diversos clubs de la ciutat de Kerkrade. El 1954, l'SV Kerkrade (fundat el 1926) i l'SV Bleijerheide (del 1914) s'uniren formant el Roda Sport. El mateix any, el Rapid '54 (fundat el 1954) i el club amateur Juliana (del 1910) també s'uniren, creant el Rapid JC, club que assolí el títol de lliga neerlandesa de l'any 1956.
El 27 de juny de 1962, el Rapid JC i el Roda Sport s'uniren formant l'actual Roda JC. Des del seu darrer ascens a primera l'any 1973, el Roda mai ha tornat a descendir. Ha guanyat dues copes neerlandeses el 1997 i el 2000.

## Estadi
Des de la fundació del club, el Roda JC jugà al Sportpark Kaalheide, amb capacitat per a 21.500 espectadors. L'actual estadi és el Parkstad Limburg Stadion amb capacitat per uns 20.000. Fou inaugurat el 15 d'agost del 2000 enfront del Reial Saragossa.

## Palmarès
- Eredivisie (1): 1955/56 (Com a Rapid JC)
- Subcampió de l'Eredivisie (2): 1958/59 (Com a Rapid JC), 1994/95 (Com a Roda JC)
- Copa KNVB (2): 1997, 2000 (Com a Roda JC)
- Subcampió de la Copa KNVB (4): 1976, 1988, 1992, 2008 (Com a Roda JC)
- Subcampió de la Supercopa neerlandesa (2): 1997, 2000 (Com a Roda JC)
- Eerste Divisie (1): 1972/1973 (Com a Roda JC)

## Jugadors destacats
| - Dick Advocaat - Stanley Bish - Michel Boerebach - Lars Brouwers - Joop Dacier - Leo Degens - Leo Ehlen - Henk Fräser - Bram Geilman - Maurice Graef - Nol Hendriks - Ruud Hesp | - Gene Hanssen - Marco van Hoogdalem - Bert Jacobs - Ron Jans - Jan Jongbloed - Johan de Kock - Adrie Koster - Gerard van der Lem - John van Loen - Eric van der Luer - Mark Luijpers - Dick Nanninga | - Theo Pickee - Richard Roelofsen - Huub Stevens - Wilbert Suvrijn - René Trost - Peter van de Ven - Pierre Vermeulen - Piet Wildschut - Peter de Wit - Tom Soetaers - Bob Peeters | - Joos Valgaeren - Peter Van Houdt - John Eriksen - Jens Kolding - Sten Ziegler - Edrissa Sonko - Arouna Koné - Tijani Babangida - Moti Ivanir - Željko Kalac |

## Entrenadors destacats
| - Eddie Achterberg - Rob Baan - Jan van Dijk - Hans Eijkenbroek - Robert de Groot | - Bert Jacobs - Rob Jacobs - Martin Jol - Frans Körver | - Adrie Koster - Georges Leekens - Fritz Pliska - Jan Reker | - Sef Vergoossen - Piet de Visser - Wiljan Vloet - Theo Vonk |